# EC Taubaté
Der Esporte Clube Taubaté ist ein Sportverein aus Taubaté, im brasilianischen Bundesstaat São Paulo.

## Geschichte
1904 wurde das Taubaté Velodrome gegründet. Eine Art Multisportarena mit eigener Bahn für Radrennen und einem Fußballplatz. Es wurden zudem Stierkämpfe, Ringerwettbewerbe, Fechtturniere und andere Sportarten durchgeführt. Die Mannschaftssportart, die damals erfolgreich war, war der Radsport. In São Paulo zogen die Radrennen viele Menschen an, und da Taubaté nicht ins Hintertreffen geraten wollte, beschlossen die Verantwortlichen der Stadtverwaltung, ein eigenes Velodrom zu bauen. Die Fahrräder wurden aus Europa importiert und waren entsprechend teuer. Es war üblich, dass Menschen aus der höchsten sozialen Schicht an Schulungen teilnahmen, um das Fahrradfahren zu erlernen und an Wettkämpfen teilnehmen. Das Radfahren war erfolgreich und führte zur Entstehung der ersten Fahrradläden in der Stadt. Aufgrund der Größe der geschaffenen Fläche etablierte sich hier auch das Fußballspiel.
Am 10. Juni 1904 hielten die Geschäftsleute José Pedro de Oliveira, Jaym und Tindal zusammen mit Frederico Livrero im Gebäude des Handelsvereins eine Versammlung ab, um die erste Fußballmannschaft der Stadt Taubaté zu gründen. Es wurden der Name Sport Club Taubateense und der Sitz (Rua Quatro de Março, wo sich das Velodrom befand) des Klubs gewählt. Von der Gründung der Fußballmannschaft an wollte die Gruppe den Mitgliedern alle Arten von Sportspielen wie Fuß- und Tandemrennen, Fahrräder, Säcke, Fußball und Tamburello bieten. Bis zur tatsächlichen Gründung sollte es aber noch zehn Jahre dauern. Die Gründungsversammlung fand im Haus von Dr. Francisco de Paula Pereira unter dem Vorsitz von Dr. Gastão Aldano Vaz Lobo da Câmara Lealstatt. Zu ihnen kamen noch 48 weitere Mitglieder. Diese gründeten am 1. November 1914 den Esporte Clube Taubateense. Als Klubfarben wurden Blau und Weiß gewählt und der Bürgermeister der Stadt, Gastão Câmara Leal, wurde zum ersten Präsidenten des Clubs gewählt. Über die Jahre hat der Klub sein Logo bereits mehrmals geändert.

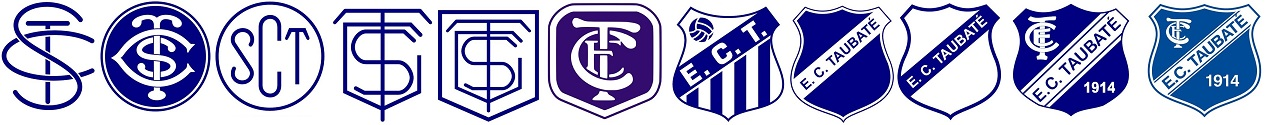
Logos des EC Taubaté

1954 wurde der Esel das Maskottchen des Klubs. Ursprünglich wurde Taubaté als Gigante do Vale, Gigant des Tals, bezeichnet. Im Zuge der Austragung der zweiten Liga der Staatsmeisterschaft empfing der Klub den Comercial FC (Ribeirão Preto). Die Partie endete mit einem 6:3-Sieg. Taubaté machte im Zuge der Partie einen Fehler. Der eingesetzte Stürmer Alcino war noch nicht beim Landesverband registriert worden. Comercial legte daraufhin nach der Niederlage Protest ein. Der FPF gab dieser statt. Eine Karikatur in der Gazeta Esportiva stellte Taubaté danach als Esel dar, um diesen zum Gespött zu machen. Klub und Fans zeigten jedoch Witz und machten sich das Tier künftig mit dem Spitznamen Burro da Central, Esel der Mitte, zu eigen.

## Herren Fußballmannschaft
Die ersten registrierten sportlichen Aktivitäten der SC Taubaté begannen mit dem Training mehrerer Spieler auf dem Spielfeld des Stadtparks Praça Monsenhor Silva Barros, welcher unterhalb des örtlichen Klosters lag und der das erste Stadion der Mannschaft werden sollte. Am 14. Dezember 1914 wurde der Platz als offizielle Spielstätte eingeweiht. Eingeweiht wurde es mit einem Freundschaftsspiel am 25. Dezember gegen AA Palmeiras, welches mit 1:6 endete. In der Folge wurde die Mannschaft mit weiteren Freundschaftsspielen aufgebaut.
1919 nahm der Klub erstmals an der vom Liga Paulista de Foot-Ball organisierten Campeonato Paulista do Interior teil. Dieses war ein Turnier von Klubs des Landesinneren, also außerhalb von São Paulo. Sein erstes Spiel bestritt Taubaté am 23. März gegen die AA Caçapavense (9:1-Sieg). Das Turnier konnte der Klub im Finale am 13. April 1919 gegen den Comercial FC (Ribeirão Preto) mit 3:1 für sich entscheiden.
Nachdem der Klub sich der Associação Paulista de Esportes Atléticos (APEA) 1918 angeschlossen hatte, verließ Taubaté diese 1926. Er schloss sich der Liga dos Amadores de Futebol (LAF) an. Später erfolgten weitere Wechsel, bis man sich dem heutigen FPF beitrat, welcher seit 1941 als einziger Verband die Staatsmeisterschaft von São Paulo ausrichtet. 1927 verließ Taubaté mitten im Zuge der Austragung des LAF-Wettbewerbs diesen, um wieder der APEA beizutreten. Der Klub hatte bereits drei Spiele bestritten. Neben Taubaté verließen vier weitere Klubs die Liga. Alle Ergebnisse deren Partien dieser wurden annulliert.
Ab 1947 kehrte Taubaté in die Staatsmeisterschaft und startete in der zweiten Liga. Die Austragung der Meisterschaft 1954 konnte der Klub als Meister abschließen und die Rückkehr in die oberste Spielklasse ab 1955 feiern. Hier verweilte Taubaté bis 1962, dann erfolgte der erste Abstieg. Seitdem tritt der Klub in einer der Ligen der Staatsmeisterschaft an sowie gelegentlich auch im Staatspokal von São Paulo.

### Herren-Teilnahme an Fußballwettbewerben
| Wettbewerb                   | Teilnahmen                                                         |
| ---------------------------- | ------------------------------------------------------------------ |
| Staatsmeisterschaft Série A  | 14× – 1927, 1955–1962, 1980–1984                                   |
| Staatsmeisterschaft Série A2 | 41× – 1947–1954, 1963–1968, 1976–1979, 1985–1993, 2004–2007, 2016– |
| Staatsmeisterschaft Série A3 | 17× – 1994–2003, 2008, 2010–2015                                   |
| Staatsmeisterschaft Série A3 | 01× – 2009                                                         |
| Staatspokal                  | 10× – 1999, 2002, 2004, 2011, 2013–2014, 2017–2019, 2021           |

### Erfolge Herrenfußball
- Campeonato Amador do Interior:[13] 1919, 1926, 1942
- Stadtmeisterschaft von Taubaté: 1951, 1953, 1962[14]
- Staatsmeisterschaft von São Paulo Série A2: 1954, 1979
- Staatsmeisterschaft von São Paulo Série A3: 2003, 2015

## Frauen-Fußballmannschaft
Taubaté verfügte auch über eine Damenfußballmannschaft. Diese nahm mindestens seit 1999 an Spielen der Staatsmeisterschaft teil. 2011 wurde die Sektion zu einem eigenen Klub, dem AD Taubaté.

### Frauen-Teilnahme an Fußballwettbewerben
| Wettbewerb          | Teilnahmen                 |
| ------------------- | -------------------------- |
| Staatsmeisterschaft | 3× – mind. 1999–2001, 2004 |